# Roberto Bautista Agut
Roberto Bautista Agut (Castelló de la Plana, 14 d'abril de 1988) és un tennista professional valencià.
La seva trajectòria a les categories inferiors va ser molt destacada i es va proclamar campió de la Copa Davis júnior en l'edició de 2004. Tot i que no acabava de consolidar-se als torneigs ATP, el 2009 va guanyar una medalla d'or i una altra de bronze als Jocs del Mediterrani celebrats a Pescara. En 2011 va debutar a un Grand Slam a l'Open d'Austràlia i, justament un any després, va aconseguir superar per primer cop les eliminatòries de classificació en un gran torneig. Des de l'agost de 2019 va passar a formar part del top-10 de l'ATP, arribant al novè lloc.
En el seu palmarès hi ha nou títols individuals al circuit ATP, i ha arribat a disputar una final de Masters 1000 i unes semifinals de Grand Slam. L'èxit més destacat és la consecució de la Copa Davis 2019 amb l'equip espanyol.

## Palmarès

### Individual: 23 (12−11)
| Llegenda                          |
| --------------------------------- |
| Grand Slams (0−0)                 |
| ATP Finals (0−0)                  |
| ATP World Tour Masters 1000 (0−1) |
| ATP World Tour 500 (1−0)          |
| ATP World Tour 250 (11−10)        |

| Títols per superfície |
| --------------------- |
| Dura (9−9)            |
| Gespa (1−1)           |
| Terra batuda (2−1)    |

| Resultat  | Núm. | Data                  | Torneig                         | Superfície   | Oponent               | Marcador            |
| --------- | ---- | --------------------- | ------------------------------- | ------------ | --------------------- | ------------------- |
| Finalista | 1.   | 6 de gener de 2013    | Chennai, Índia                  | Dura         | Janko Tipsarević      | 3−6, 6−1, 6−3       |
| Guanyador | 1.   | 21 de juny de 2014    | 's-Hertogenbosch, Països Baixos | Gespa        | Benjamin Becker       | 2−6, 7−6(2), 6−4    |
| Guanyador | 2.   | 13 de juliol de 2014  | Stuttgart, Alemanya             | Terra batuda | Lukáš Rosol           | 6−3, 4−6, 6−2       |
| Finalista | 2.   | 19 d'octubre de 2014  | Moscou, Rússia                  | Dura         | Marin Čilić           | 6−4, 6−4            |
| Finalista | 3.   | 25 d'octubre de 2015  | Moscou (2)                      | Dura         | Marin Čilić           | 6−4, 6−4            |
| Finalista | 4.   | 1 de novembre de 2015 | València, Espanya               | Dura         | João Sousa            | 3−6, 6−3, 6−4       |
| Guanyador | 3.   | 17 de gener de 2016   | Auckland, Nova Zelanda          | Dura         | Jack Sock             | 6−1, 1−0, retirada  |
| Guanyador | 4.   | 7 de Febrer de 2016   | Sofia, Bulgària                 | Dura         | Viktor Troicki        | 6−3, 6−4            |
| Finalista | 5.   | 27 d'agost de 2016    | Winston-Salem, Estats Units     | Dura         | Pablo Carreño Busta   | 6−7(6), 7−6(1), 6−4 |
| Finalista | 6.   | 16 d'octubre de 2016  | Xangai, Xina                    | Dura         | Andy Murray           | 7−6(1), 6−1         |
| Guanyador | 5.   | 8 de gener de 2017    | Chennai                         | Dura         | Daniïl Medvédev       | 6−3, 6−4            |
| Guanyador | 6.   | 26 d'agost de 2017    | Winston-Salem                   | Dura         | Damir Džumhur         | 6−4, 6−4            |
| Guanyador | 7.   | 13 de gener de 2018   | Auckland (2)                    | Dura         | Juan Martín del Potro | 6−1, 4−6, 7−5       |
| Guanyador | 8.   | 3 de març de 2018     | Dubai, Emirats Àrabs Units      | Dura         | Lucas Pouille         | 6−3, 6−4            |
| Finalista | 7.   | 29 de juliol de 2018  | Gstaad, Suïssa                  | Terra batuda | Matteo Berrettini     | 7−6(9), 6−4         |
| Guanyador | 9.   | 5 de gener de 2019    | Doha, Qatar                     | Dura         | Tomáš Berdych         | 6−4, 3−6, 6−3       |
| Finalista | 8.   | 28 de febrer de 2021  | Montpeller, França              | Dura (i)     | David Goffin          | 7−5, 4−6, 2−6       |
| Finalista | 9.   | 13 de març de 2021    | Doha                            | Dura         | Níkoloz Bassilaixvili | 6−7(5), 2−6         |
| Guanyador | 10.  | 19 de febrer de 2022  | Doha (2)                        | Dura         | Níkoloz Bassilaixvili | 6−3, 6−4            |
| Finalista | 10.  | 25 de juny de 2022    | Mallorca, Espanya               | Gespa        | Stéfanos Tsitsipàs    | 4−6, 6−3, 6−7(2)    |
| Guanyador | 11.  | 31 de juliol de 2022  | Kitzbühel, Àustria              | Terra batuda | Filip Misolic         | 6−2, 6−2            |
| Finalista | 11.  | 14 de gener de 2023   | Adelaida, Austràlia             | Dura         | Kwon Soon-woo         | 4−6, 6−3, 6−7(4)    |
| Guanyador | 12.  | 20 d'octubre de 2024  | Anvers, Bèlgica                 | Dura (i)     | Jiří Lehečka          | 7−5, 6−1            |

### Equips: 3 (1−2)
| Resultat  | Núm. | Data                   | Torneig                     | Superfície | Equip                                                                        | Oponents                                                                 | Marcador |
| --------- | ---- | ---------------------- | --------------------------- | ---------- | ---------------------------------------------------------------------------- | ------------------------------------------------------------------------ | -------- |
| Guanyador | 1.   | 24 de novembre de 2019 | Copa Davis, Madrid, Espanya | Dura (i)   | Pablo Carreño Busta Marcel Granollers Feliciano López Rafael Nadal           | F. Auger-Aliassime Vasek Pospisil Brayden Schnur Denis Shapovalov        | 2−0      |
| Finalista | 1.   | 12 de gener de 2020    | ATP Cup, Sydney, Austràlia  | Dura       | Pablo Carreño Busta Albert Ramos Viñolas Feliciano López Rafael Nadal        | Nikola Čačić Novak Đoković Dušan Lajović Nikola Milojević Viktor Troicki | 1−2      |
| Finalista | 2.   | 9 de gener de 2022     | ATP Cup, Sydney (2)         | Dura       | Pablo Carreño Busta A. Davidovich Fokina Pedro Martínez Albert Ramos Viñolas | F. Auger-Aliassime Steven Diez Denis Shapovalov Brayden Schnur           | 0−2      |

### Challenger Tour

#### Individual: 5 (3−2)
| Resultat  | Núm. | Data                 | Torneig             | Superfície   | Oponent               | Marcador         |
| --------- | ---- | -------------------- | ------------------- | ------------ | --------------------- | ---------------- |
| Finalista | 1.   | 5 de juliol de 2010  | Pozoblanco, Espanya | Dura         | Rubén Ramírez Hidalgo | 7−5, 6−3         |
| Finalista | 2.   | 23 de maig de 2011   | Alessandria, Itàlia | Dura         | Pablo Carreño Busta   | 6−3, 3−6, 5−7    |
| Guanyador | 1.   | 16 d'abril de 2012   | Roma, Itàlia        | Terra batuda | Rui Machado           | 6−7(9), 6−4, 6−3 |
| Guanyador | 2.   | 23 de juliol de 2012 | Orbetello, Itàlia   | Terra batuda | Dušan Lajović         | 6−3, 6−1         |
| Guanyador | 3.   | 6 d'agost de 2012    | Pozoblanco          | Dura         | Arnau Brugués         | 6−3, 6−4         |

#### Dobles masculins: 1 (0−1)
| Resultat  | Núm. | Data                   | Torneig              | Superfície   | Parella      | Oponents                  | Marcador            |
| --------- | ---- | ---------------------- | -------------------- | ------------ | ------------ | ------------------------- | ------------------- |
| Finalista | 1.   | 25 de setembre de 2011 | Ljubljana, Eslovènia | Terra batuda | Iván Navarro | Aljaž Bedene Grega Zemlja | 3−6, 7−6(10), 10−12 |

## Altres títols
- Medalla d'or en individuals i de bronze en dobles als Jocs del Mediterrani: 2009
- Campió d'Europa sot-16 i de la Copa Davis júnior amb l'equip espanyol.
- Campió d'Europa sot-14 individual: 2002.

## Trajectòria

### Individual
| Torneig | 2009        | 2010        | 2011        | 2012 | 2013        | 2014        | 2015        | 2016  | 2017        | 2018        | 2019        | 2020        | 2021  | 2022 | 2023 | 2024 | Títols    | V − D     |
| --- | ----------- | ----------- | ----------- | ---- | ----------- | ----------- | ----------- | ----- | ----------- | ----------- | ----------- | ----------- | ----- | ---- | ---- | ---- | --------- | --------- |
| Open d'Austràlia | A           | Q3          | Q1          | 1R   | 2R          | 4R          | 2R          | 4R    | 4R          | 1R          | QF          | 3R          | 1R    | 3R   | 4R   | 1R   | 0 / 13    | 22 − 13   |
| Roland Garros | A           | Q2          | Q2          | Q1   | 2R          | 3R          | 2R          | 4R    | 4R          | 3R          | 3R          | 3R          | 2R    |      | 2R   |      | 0 / 10    | 18 − 10   |
| Wimbledon | A           | Q2          | Q3          | Q3   | 2R          | 3R          | 4R          | 3R    | 4R          | A           | SF          | NC          | 4R    | 2R   | 1R   |      | 0 / 9     | 19 − 9    |
| US Open | A           | A           | Q1          | Q3   | 2R          | 4R          | 4R          | 3R    | 3R          | 1R          | 1R          | 3R          | 3R    | 1R   |      |      | 0 / 10    | 15 − 10   |
| Jocs Olímpics | No celebrat | No celebrat | No celebrat | A    | No celebrat | No celebrat | No celebrat | QF    | No celebrat | No celebrat | No celebrat | No celebrat | A     | NC   | NC   |      | 0 / 1     | 3 − 1     |
| Total Victòries–Derrotes | 0−1         | 0−1         | 0−0         | 3−10 | 26−22       | 45−23       | 42−29       | 48−23 | 48−21       | 33−20       | 42−22       | 20−8        | 29−25 |      |      |      | 338 − 206 | 338 − 206 |
| Rànquing a final d'any | 281         | 170         | 178         | 80   | 58          | 15          | 25          | 14    | 20          | 24          | 9           | 13          | 19    |      |      |      |           |           |
| Llegenda: G: Guanyador; F: Finalista; SF: Semifinalista; QF: Quarts de final; Q: Qualificació; A: Absent; RR: Round Robin; NC: No celebrat; |             |             |             |      |             |             |             |       |             |             |             |             |       |      |      |      |           |           |

## Guardons
- ATP Most Improved Player (2014)